# Jean de La Bruyère
Jean de La Bruyère (franceză: [ʒɑ̃ d(ə) la bʁɥijɛʁ]) (n. 16 august 1645, Paris; d. 10 mai 1696, Versailles) a fost un moralist francez, unul dintre cei mai valoroși moraliști ai literaturii universale.
La Bruyère a rămas cunoscut pentru unica sa scriere "Caracterele" sau "Moravurile veacului" (Les Caractères ou Les mœurs de ce siècle), apărută în anul 1688. Această lucrare este o culegere de scurte piese literare, ce ilustrează spiritul secolului al XVII-lea.
În unele caractere îi denunță pe impertinenți, grosolani, palavragii, orgolioși, lingușitori. El nu inventează personaje sau tipuri, ci le creează din ceea ce observă în jurul său: "Îi dau îndărăt publicului ceea ce mi-a dat cu împrumut..."
Opera Caracterele se impune prin viziunea filozofică asupra moravurilor timpului, surprinderea nuanțată a psihologiilor, deosebita concizie stilistică.
La Bruyère se dovedește un adevărat maestru al portretului și creator de tipologii, dotat cu un excepțional talent al observației concrete.
1. ↑  Autoritatea BnF, accesat în 10 octombrie 2015
2. ↑  CONOR.SI[*] Verificați valoarea |titlelink= (ajutor)